# Exoneura aterrima
Exoneura aterrima är en biart som beskrevs av Cockerell 1916. Exoneura aterrima ingår i släktet Exoneura och familjen långtungebin. Inga underarter finns listade i Catalogue of Life.

## Bildgalleri

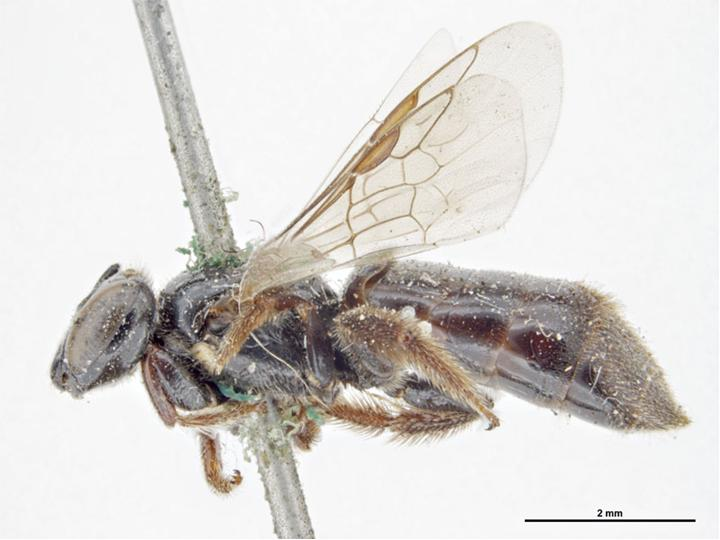